# Keita Iijima
Keita Iijima (飯島敬太 Iijima Keita?), es uno de los personajes de la novela Battle Royale, en la película y el manga tiene el mismo nombre. En la traducción española de la película, su nombre está erróneamente como Keita Ijima. En la película el papel de Keita Iijima es interpretado por Ren Matsuzawa.

## Antes del juego
Keita Iijima es uno de los estudiantes de la clase de tercer año del instituto Shiroiwa de la ciudad ficticia de Shiroiwa, en la prefectura de Kagawa. Él es muy amigo de Yutaka Seto.
En la novela, Iijima fue amigo antes de Shinji Mimura, pero después Mimura dejó de confiar en Iijima. Todo fue porque un día en que Iijima y Mimura habían estado en el cine, y después en una tienda de libros y cómics. Iijima se olvidó algo en la tienda y regresa, mientras él está en la tienda, Mimura tiene un altercado con un grupo de matones. Iijima vio el altercado y volvió a la tienda, fingiendo haberse quedado más tiempo en la tienda. Aunque Mimura ganó sin problemas la pelea, sabía que Iijima lo había dejado tirado y le pierde todo el respeto y la confianza.
En el manga, Iijima también fue amigo de Shinji Mimura, hasta el dia en que salieron a divertirse e Iijima pierde contra Mimura en un videojuego; como resultado debe ir a comprar refrescos y mientras Iijima va a buscar las bebidas un grupo de matones ataca a Mimura y comienzan a pelear, Iijima vuelve pero, sintiendo miedo, decide ocultarse y dejar a su amigo a su suerte. Mimura logra salir victorioso, pero antes de la pelea notó que Iijima ya había regresado, pero se había ocultado y lo dejó solo en la sala de videojuegos, perdiendo la confianza en él.
En la película, Iijima es uno de los jugadores del equipo de baloncesto de la clase B del tercer año en el instituto que lo componen; Shinji Mimura, Hiroki Sugimura, Shuya Nanahara y Kazuhiko Yamamoto y compitieron contra la clase A de tercer año en una de las escenas de la película. Además, Iijima tiene el mal hábito de reír en los momentos más inoportunos.

## En el juego
En la novela y el manga, Iijima recibe un cuchillo de cocina como arma, pero sabe que no podría utilizar su arma en caso alguien lo atacara. Él piensa que tiene alguna posibilidad de sobrevivir cuando se encuentra con Yutaka y Mimura, pero Mimura no quiere que Iijima se una al grupo, recordando su actitud cobarde en la sala de videojuegos, y argumenta que Iijima no los defendería si los atacara alguien y que no sería de ayuda para instalar la bomba o cargarla hasta el colegio. Yutaka, por otro lado, está contento de que Iijima se una a ellos, pero Mimura insiste en que no lo permitirá y le apunta con la pistola con intención de asustarlo y que huya. En la novela, el dedo de Mimura aprieta el gatillo accidentalmente y le dispara a Iijima en el pecho, matándolo. Su muerte fue anunciada por Sakamochi en el informe de las 6 am y sus compañeros, al oír que Shinji y Yutaka también murieron, dieron por sentado que los tres estaban juntos al momento de fallecer asumiendo, irónicamente, que era así por la supuesta gran amistad que había entre ellos.
En el manga, Iijima sigue insistiendo y los persigue pero sin ninguna intención mala más allá de buscar a alguien más fuerte que lo proteja y mejore con ello sus posibilidades de sobrevivir, obviamente ha perdido la cordura y llora desesperado; entonces Mimura le dispara en la cara accidentalmente cuando el peso de la bolsa que sostiene le hace mover mal su brazo al intentar asustarlo con un tiro de advertencia. Esto lleva a una fuerte discusión entre Yutaka y Mimura.
En la película, es muy distinto al Iijima de la novela y el manga. cuando Kitano anuncia que la clase ha entrado en Battle Royale Iijima ríe nervioso y cuando el profesor le pregunta que le causa tanta gracia, no sabe que responder y se calla. Cuando le nombran para abandonar la clase, sale del salón de una manera digna, se gira mirando a sus compañeros y los saluda alzando su equipamiento sobre su cabeza. En esta versión Iijima recibe un jitte como arma en vez de un cuchillo y ayuda a Mimura en sus planes de bombardear el colegio ayudando a Yutaka a buscar los ingredientes y a crear la bomba mientras Mimura hackea el sistema de ordenadores del colegio. Su plan se viene a bajo cuando Kiriyama los ataca cuando se preparan para partir hacia el colegio, después de poner las bombas en una furgoneta. Inicialmente confunden a Kiriyama con Shuya Nanahara, Yutaka lo llama y éste le dispara matándolo en el acto. Después de un breve y fracasado tiroteo, Iijma es también acribillado por Kiriyama; antes de morir, ríe y repite la promesa de Mimura de sobrevivir todos y volver a casa juntos. Después de decir esto, Iijima muere en los brazos de Mimura.